# Agaplesion Krankenhaus Neu Bethlehem
Die Agaplesion Krankenhaus Neu Bethlehem gGmbH (früher: Krankenhaus Neu-Bethlehem gGmbH) ist ein 1896 gegründetes, evangelisch geprägtes Belegkrankenhaus in Göttingen. Es verfügte 2014 über 100 Planbetten und gehört seit Oktober 2012 mehrheitlich zur Klinikgruppe Agaplesion.

## Geschichte

### Gründerjahre

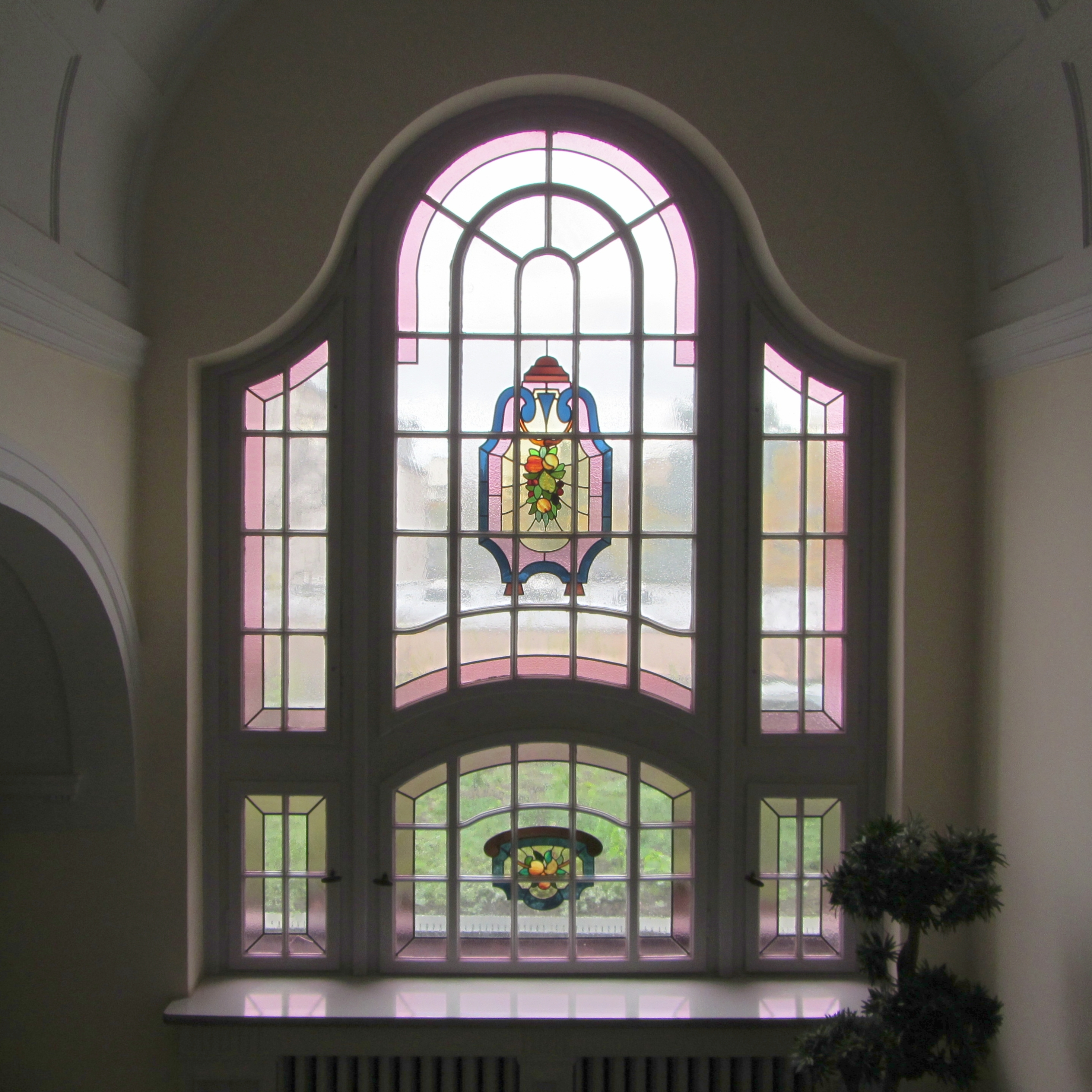
Jugendstilfenster im Krankenhaus Neu Bethlehem

Auf Initiative des Gynäkologen Max Runge, der sich in der Nähe seiner Wirkungsstätte an der Göttinger Universitätsklinik ein Krankenhaus für seine Privatpatientinnen wünschte, baute das evangelische „Stift Alt- und Neu-Bethlehem“ von 1895 bis 1896 auf einem angekauften Grundstück am damaligen Kirchweg (seit 1965: Humboldtallee) eine „Frauenheilanstalt“ mit zwölf Einbettzimmern, die „Stift Neu-Bethlehem“ genannt wurde.
Es handelte sich um ein historistisches Backsteingebäude, das an die benachbarten Bauten der Universitätsklinik angeglichen war und aus privaten Mitteln finanziert wurde. Runge, der das neue Krankenhaus mit medizinischem Inventar unterstützte, prägte es auch mit seinem autoritär-patriarchalen Auftreten. Die Krankenpflege lag in Händen von Diakonissen, denen gegenüber Runge zwar umfassend weisungsbefugt war, deren leitende „Hausmutter“ jedoch für das Rechnungswesen verantwortlich zeichnete. 1898, im dritten Jahr seines Bestehens, behandelte das Stift Neu-Bethlehem 173 Patientinnen, deren durchschnittliche Verweildauer bei 18 Tagen lag. 40 Operationen wurden an ihnen durchgeführt. Im Jahr 1900 wurde das Krankenhaus um einen Bettentrakt mit acht Einbettzimmern erweitert. 1909 konnten so bereits 185 Patientinnen mit 58 Operationen behandelt werden.:113–120
Nach Runges Tod im Jahre 1909 ging die Leitung des Krankenhauses bis 1918 an Philipp Jung. Dieser brachte den Mitarbeitern eher Zuneigung und Vertrauen entgegen und ließ auf einem 1910 zusätzlich erworbenen Grundstück einen „Neubau für weibliche Privatkranke“ errichten, der 1912 eröffnet wurde. Der zweigeschossige Bau war in der Architektur des Jugendstil ausgeführt und enthielt sieben Zweibett-, sechs Einbettzimmer, einen Operationssaal und zwei Entbindungsräume, da nun auch Geburtshilfe betrieben wurde. Im Jahr 1916, frühere Angaben sind nicht mehr erhalten, kamen dort 48 Kinder zur Welt. Insgesamt wurden in diesem Jahr 235 Patientinnen behandelt.:125–138 Der Vorgängerbau wurde nun niedergelassenen Ärzten und Professoren aus Göttingen als Belegkrankenhaus zur Verfügung gestellt, wobei auch Männer behandelt wurden. Seit 1913 existierte eine eigene Station für Hals-Nasen-Ohren-Heilkunde für deren Aufbau der Otologe Wilhelm Lange verantwortlich war.

### Erster Weltkrieg und Weimarer Republik

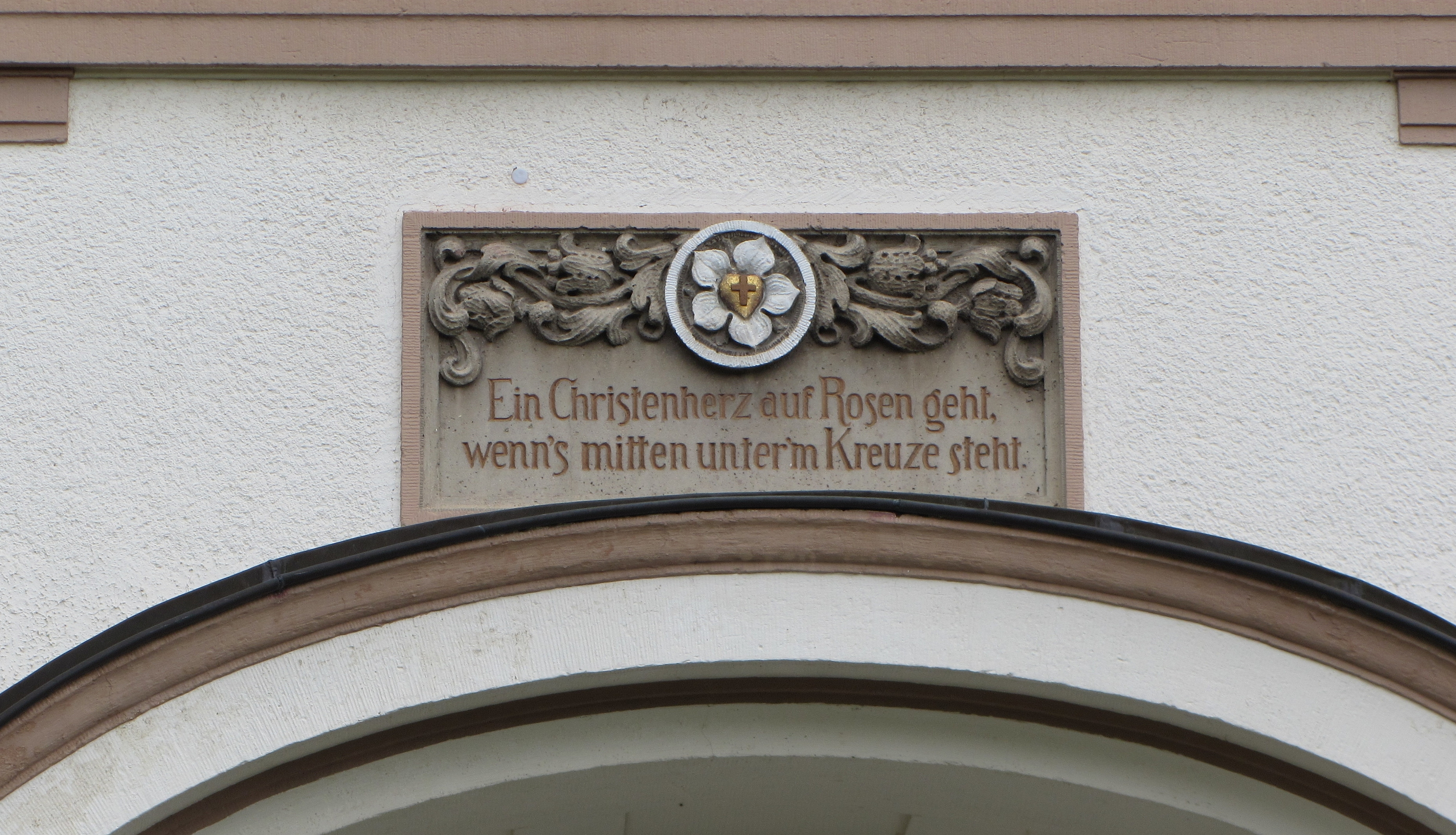
Religiöse Inschrift über einem der Gebäude (2014)

Während des Ersten Weltkrieges und darüber hinaus bis 1920 diente das Krankenhaus als Reservelazarett. Die insgesamt behandelten 1771 Soldaten litten überwiegend an Schussverletzungen und Erkrankungen im Kopfbereich.:138–140 Im Anschluss daran wurden die Lazaretträume renoviert, soweit es die Versorgungssituation in der Weimarer Republik zuließ. Jungs Nachfolger, der Gynäkologe Karl Reifferscheid, der die gynäkologische Abteilung von 1918 bis 1926 leitete, hielt öffentliche, vom Deutschen Evangelischen Frauenbund organisierte Vorträge für Frauen, in denen Fragen der Geburtenregelung und der Empfängnisverhütung besprochen wurden. Während Reifferscheid die Empfängnisverhütung, auch durch Sterilisation, befürwortete, sprach er sich deutlich gegen Abtreibungen aus.:125–138
Von 1926 bis 1965 leitete Heinrich Martius die Frauenklinik. Er reduzierte die geburtshilflichen Operationen, da er der Meinung war, dass in den physiologischen Vorgang der Geburt möglichst wenig eingegriffen werden sollte. Die Müttersterblichkeit sank von 0,92 % (1926–1930) auf 0,087 % (1951–1953) und die Kindersterblichkeit reduzierte sich von 8,72 % (1926–1931) auf 5,03 % (1948–1953).:125–138

### Weltwirtschaftskrise und Nationalsozialismus
Während der Weltwirtschaftskrise konnten 1930 noch Heizkessel, Laborgeräte und anderes Inventar angeschafft sowie die Zufahrt zum Krankenhaus ausgebaut werden. Nach dem Machtantritt der Nationalsozialisten 1933 wurden im Rahmen eines Göttinger Arbeitsbeschaffungsprogrammes Reparatur- und Sanierungsarbeiten an den Gebäuden durchgeführt. Da die Belegung von 1927 (1373 Patienten) bis 1932 (835 Patienten) zurückgegangen war, wurden 1935 die Pflegesätze gesenkt. Die gynäkologische Abteilung steigerte ab diesem Jahr wieder ihre Belegung und die Zahl der Geburten stieg von 48 im Jahr 1933 auf 315 im Jahr 1944. Während der Zeit des Nationalsozialismus wurde nicht versucht, das zum Teil nun überbelegte Krankenhaus zu vergrößern, da man die Zukunft evangelischer Krankenhäuser als unsicher ansah.:178–179 Das nationalsozialistische Konzept des Führerprinzips wirkte in die Strukturen innerhalb der Schwesternschaft hinein, der Hitlergruß fand jedoch keinen Eingang in den Sprachgebrauch der Diakonissen.:180–181 Die Zahl der jüdischen Patienten, die im Krankenhaus Neu Bethlehem behandelt wurden, sank von 2,8 % (23 Patienten) im Jahr 1928 auf vereinzelte Fälle. Als nicht staatlich geführte Klinik kam das Krankenhaus für die Zwangssterilisationen nach dem Gesetz zur Verhütung erbkranken Nachwuchses nicht in Betracht.:180–181 Wie in anderen Göttinger Krankenhäusern, etwa auch der Universitätsklinik, wurden im Krankenhaus Neu Bethlehem während des Zweiten Weltkrieges aber NS-Zwangsarbeiter beschäftigt. Von November 1942 bis Kriegsende arbeiteten fünf russische,:185 damals so bezeichnete „Ostarbeiterinnen“ in der Küche und der Wäscherei. Auch während des Zweiten Weltkrieges diente das Krankenhaus als Lazarett. Chefarzt wurde der Nationalsozialist Karl-Ewald Herlyn, Feldwebel vom Dienst hingegen der Theologe Joachim Jeremias, der auf der Seite der Bekennenden Kirche stand. In den 40 Lazarettbetten für Angehörige der Wehrmacht wurden bis Januar 1946 insgesamt 1717 Soldaten behandelt. Bei Fliegeralarm mussten sie in Luftschutzkeller hinuntergetragen werden.:184–185

### Nachkriegszeit
Nach Kriegsende wurden die Räumlichkeiten renoviert, mit einer Möglichkeit zur Röntgendiagnostik ausgestattet und die Frage einer Fusion mit dem Evangelischen Krankenhaus Göttingen-Weende wurde diskutiert. Ab 1955 wurde erneut gebaut und die vorhandene Bausubstanz saniert, so dass das Krankenhaus 1970 über 93 Betten verfügte.:212

## Gegenwart

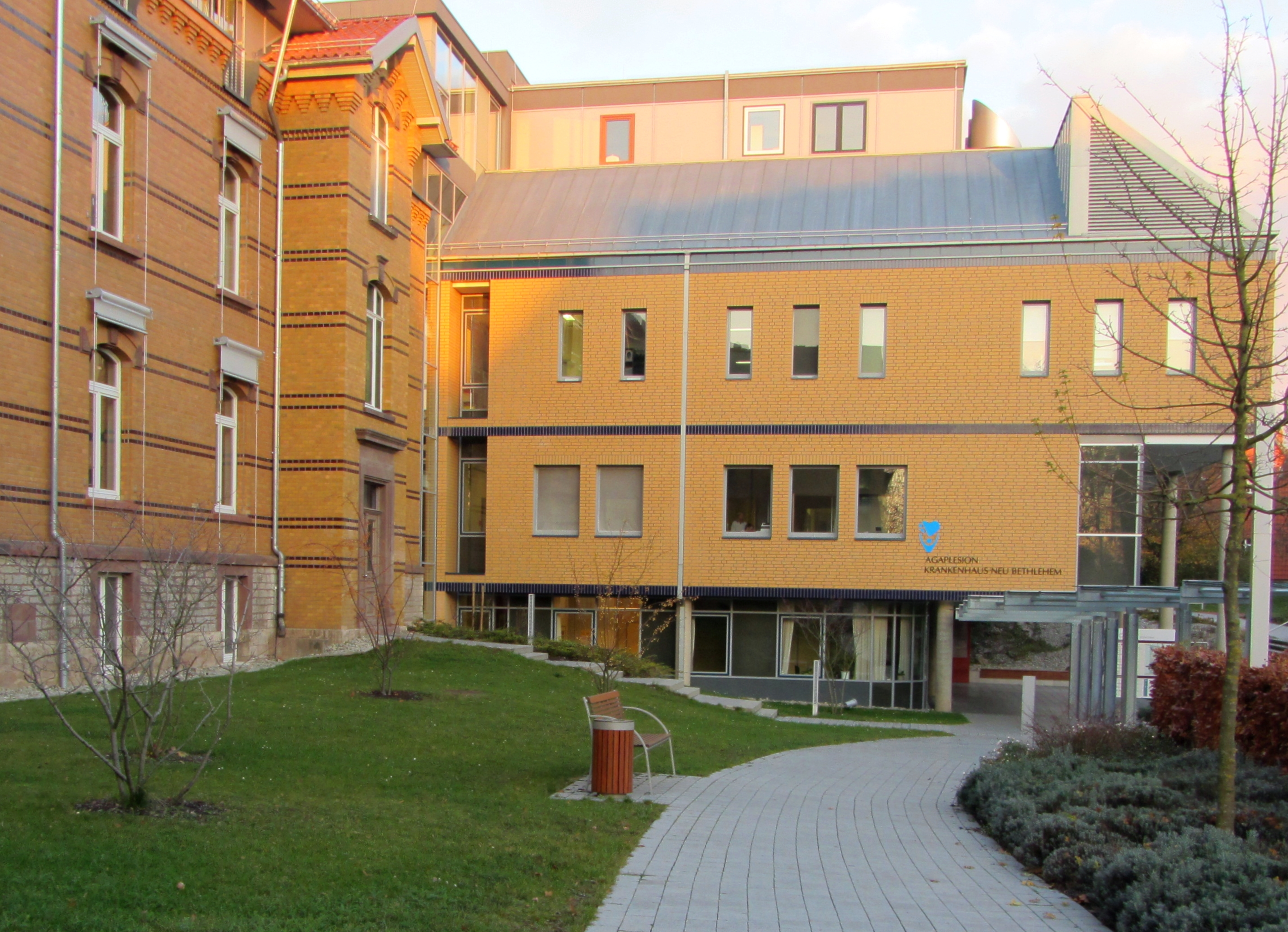
Blick auf den Eingangsbereich (2013)

Seit dem Ende der 1980er Jahre wurde das Krankenhaus Neu Bethlehem umgebaut und erweitert. Der erste Bauabschnitt konnte 1994, ein neues Bettenhaus 1996 eingeweiht werden. Anschließend wurden die Frauenklinik und von 2006 bis 2010 das alte Bettenhaus saniert und bis 2010 der Neubau eines Funktionstraktes erstellt.
Nach der Übernahme des bisherigen Trägers ProDiako durch die Agaplesion gAG ist das Krankenhaus seit 2012 Teil dieser Klinikgruppe, die sich in ihrem Selbstverständnis auf christliche Werte beruft. Eine Fusion mit dem Evangelischen Krankenhaus Göttingen-Weende war erneut seit 2010 geplant, scheiterte aber. Demgegenüber war bis 2013 ein Zusammenschluss mit dem benachbarten katholischen Krankenhaus Neu-Mariahilf noch im Gespräch, erledigte sich jedoch im März 2014, als das in finanziellen Schwierigkeiten befindliche Krankenhaus Neu-Mariahilf vom Evangelischen Krankenhaus Göttingen-Weende gekauft wurde.
Bis auf die Abteilung für Anästhesiologie arbeiten am Agaplesion Krankenhaus Neu Bethlehem verschiedene Belegärzte der Fachrichtungen Augenheilkunde, Gynäkologie, Hals-Nasen-Ohren-Heilkunde, Innere Medizin und Chirurgie. 2017 fanden 1066 Geburten statt, der Bereich des Kreißsaales wurde 2013 modernisiert und erweitert. Das Krankenhaus beherbergt fünf Stationen, die eine Chest Pain Unit und eine internistische sowie eine chirurgische IMC einschließen. Es arbeitet mit einem nahegelegenen Herzkatheterlabor des Herz- & Gefäßzentrums Göttingen zusammen. Es gab 2013 die Zahl der Beschäftigten mit 250 an und versorgt pro Jahr ca. 8200 stationäre und 15.000 ambulante Patienten. Es ist als Plankrankenhaus mit 100 Betten in den niedersächsischen Krankenhausplan 2013 aufgenommen.
Der langjährige Geschäftsführer Hans-Hermann Heinrich (vormals Geschäftsführer der Agaplesion Bethanien Bad Pyrmont und zugleich Geschäftsführer der Stiftung Neu-Bethlehem) verließ zum 31. Dezember 2014 das Unternehmen und übernahm die Geschäftsführung der Diakonie Harzer Land in Osterode am Harz. Neuer Geschäftsführer wurde Christian von Gierke (zuvor Verwaltungsleiter und ehemals ProDiako-Manager in mehreren Kliniken).
2016 begannen Baumaßnahmen mit den Zielen, den Aufwachraum mit einem Isolierbereich für Patienten mit multiresistenten Keimen auszurüsten, in den Bereichen Gynäkologie und Geburtshilfe neue Patientenzimmer zu schaffen, die Praxen der Belegärzte zu erweitern und zusätzliche Parkplätze zu schaffen. Die Bauarbeiten in der Gynäkologie waren 2018 abgeschlossen. 2019 zeigten sich am Hauptgebäude weitere Baumaßnahmen.
Die Farbgestaltungen in den Gebäuden sind von dem deutsch-schwedischen Künstler Fritz Fuchs (1937–2018), der seit den 1960er Jahren die Lasurtechnik entwickelt hatte.

## Geschäftsführung
- bis 31. Juli 2006: Hans-Hermann Heinrich (* 1947) und Claus Eppmann
- 1. August 2006 bis 15. Juni 2010: Hans-Hermann Heinrich und Klaus Heidelberg (* 1954)
- bis 31. Dezember 2014: Hans-Hermann Heinrich
- seit 1. Januar 2015: Christian von Gierke